# Nederlands landskampioenschap voetbal 1919/1920
Třicátý druhý ročník Nederlands landskampioenschap voetbal (česky: Nizozemské fotbalové mistrovství) se účastnilo 41 klubů, které byly rozděleny do čtyř skupin (Východní, západní, jižní a západní).
Vítězové skupin odehrály zápasy v jedné skupině každý s každým. Titul získal poprvé v klubové historii Be Quick 1887.